# Miki Nonaka
Miki Nonaka (野中 美希 Nonaka Miki?,  Prefectura de Shizuoka, Japón, 7 de octubre de 1999) es una cantante de J-Pop y bailarina japonesa. Nonaka es miembro del grupo femenino Morning Musume, como parte de la duodécima generación.

## Biografía

### Primeros años
Nonaka nació el 7 de octubre de 1999 en Shizuoka, Japón. Debido al trabajo de su padre, vivió en Estados Unidos durante ocho años; primero en el estado de Illinois (2001-2004) y más tarde en Alabama desde 2004 a 2010, antes de regresar a Japón. Durante su tiempo en Alabama, asistió a clases de baile y puede hablar con fluidez japonés e inglés.

### Morning Musume
En el verano de 2014, Nonaka audicionó para Morning Musume '14 (Golden) Audition! y tener la oportunidad de unirse al grupo, audición que pasó con éxito. Fue presentada como miembro de la duodécima generación durante el concierto de Morning Musume '14 en Nippon Budokan el 30 de septiembre de ese año, junto a Haruna Ogata, Akane Haga y Maria Makino.

## Grupo y unidades de Hello! Project
- Morning Musume (2014–presente)
- Morning Musume 20th (2017-2018)

## Discografía

### Singles
Morning Musume
- "Seishun Kozo ga Naiteiru / Yūgure wa Ameagari / Ima Koko Kara" (2015)
- "Oh My Wish! / Sukatto My Heart / Ima Sugu Tobikomu Yūki" (2015)
- "Tsumetai Kaze to Kataomoi / Endless Sky / One and Only" (2015)
- "Utakata Saturday Night! / The Vision / Tokyo to Iu Katasumi" (2016)
- "Sexy Cat no Enzetsu / Mukidashi de Mukiatte / Sou Janai" (2016)
- "BRAND NEW MORNING / Jealousy Jealousy" (2017)
- "Jama Shinaide Here We Go! / Dokyū no Go Sign / Wakaindashi!" (2017)
- "Are you Happy' / A gonna" (2018)
- "Furari Ginza / Jiyuu na Kuni Dakara/ Y Jiro no Tochuu" (2018)
- "Seishun Night / Jinsei Blues" (2019)
- KOKORO&KARADA/ LOVEpedia/ Ningen Kankei no Way Way (2020)
- Junjou Evidence / Gyuusaretai Dake na no ni (2020)
- ''Teenage Solution / Yoshi Yoshi Shite Hoshii no / Beat no Wakusei'' (2021)
- ''Chu Chu Chu Bokura no Mirai / Dai・Jinsei Never Been Better!'' (2022)
- ''Swing Swing Paradise / Happy birthday to Me!'' (2022)
- ''Suggoi FEVER! / Wake-up Call ~Mezameru Toki~ / Neverending Shine'' (2023)